# Acacia xiphophylla
Acacia xiphophylla — вид квіткових рослин з родини бобових. Ареал: Австралія (Західна Австралія).

## Середовище
Зустрічається на засолених напівпосушливих землях у водозбірних басейнах річок Гаскойн та Ашбертон на схід та північ від Карнарвону в регіонах Гаскойн та Пілбара в Західній Австралії на рівнинах, кам'янистих глинистих мілинах та кам'янистих руслах струмків як частина акацієвих чагарникових угруповань та низинних лісових угруповань, де іноді може домінувати.

## Біоморфологічна характеристика
Росте як кущисте, розлоге дерево або кущ, зазвичай з двома або трьома основними вузлуватими стовбурами. Він може виростати до висоти від 1,5 до 7 м і завширшки до 8 м. Основні гілки зазвичай виглядають викривленими та широко розкинутими, мають голі або рідко дрібно запушені гілочки. Філодії мають блакитно-сірий колір та еліптичну або язичкову форму, що звужується до верхівки. Прямі або злегка вигнуті філодії мають довжину від 5 до 12,5 см і ширину від 3,5 до 16 мм, численні нечіткі паралельні жилки. Цвіте невдовзі після дощів. Квітки збирали з січня по травень та з серпня по вересень. Рудиментарні суцвіття розташовані поодинці або парами в пазухах листків. Циліндричні квіткові колоси мають довжину від 2,5 до 5,5 см і діаметр від 5 до 7 мм, нещільно упаковані світло-золотистими квітками. Стручки, що утворюються після цвітіння, мають лінійну форму та піднімаються над насінням. Стручки прямі або злегка вигнуті, у довжину від 8 до 20 см і вшир від 7 до 18 мм. Тьмяно-коричневе еліптичне насіння всередині має довжину від 6 до 10 мм.